# Mariana Callejas
Mariana Callejas (Monte Patria, 11 de abril de 1932-Santiago, 10 de agosto de 2016) fue una escritora chilena. Es conocida por haberse desempeñado como agente de la Dirección de Inteligencia Nacional (DINA), participando en diversos atentados terroristas, entre ellos, el asesinato del general Carlos Prats y su esposa perpetrado en 1974 en Buenos Aires. Fue condenada a 20 años de cárcel en primera y segunda instancias, pena que después sería rebajada a 5 años.

## Biografía

### Juventud y vida en Israel y Estados Unidos
Nació en una familia de clase media, y desde muy temprana edad desarrolló un gran interés por la literatura seria, afirmando haber leído Crimen y castigo de Dostoievski por primera vez a los 8 años de edad. A los 18 años, abandonó secretamente el colegio donde estudiaba después de que sus profesores preferidos, el matrimonio Feinsilbert, fueran echados, y se convirtió al sionismo socialista con el deseo de emigrar a Israel. Para cumplir con este plan, se casó con un joven, pero cuando le contó a su madre acerca de su deserción del colegio, su boda y su conversión, su padre la eliminó de su vida. Las cosas empeoraron cuando su marido decidió casarse con otra compañera de curso y su familia consiguió la anulación del matrimonio. Con la ayuda de los Feinsilbert, tomó un barco hacia Israel.
En su primer kibutz, Nan Kissuphim, trabajó y estudió hebreo en clases especiales. Posteriormente, se mudó a otro kibutz, ubicado en el desierto de Néguev, donde tuvo que hacer guardias nocturnas armadas debido al peligro de ataques por parte de soldados egipcios y beduinos. Allí adoptó el nombre de Anat, ya que sus nombres sonaban demasiado católicos. Pronto se casó por segunda vez, esta vez con un estudiante de agricultura estadounidense llamado Allan Earnest, y la pareja abandonó el kibutz debido a diferencias ideológicas, instalándose en un moshav donde se permitía tener en propiedad un hogar.
En 1952, Allan recibió una convocatoria para el servicio militar, pero, debido a su postura pacifista, se negó a servir en el ejército. Además, se encontraba en proceso de recuperación de las heridas sufridas tras la explosión de una mina bajo su tractor. Ante esta situación, la pareja decidió retornar a Chile junto con su hijo pequeño. Sin embargo, el padre de Allan no les dio una buena acogida, por lo que pronto abordaron otro barco rumbo a Nueva York. En los Estados Unidos, Callejas y su esposo compartieron apartamento con la madre de Allan y ella asistió a clases de actuación y comenzó a escribir cuentos.
La pareja se mudó a Uniondale, suburbio de Long Island, en 1957, con ya tres hijos a cuestas. Allí, Callejas trabajó brevemente como mesera en un restaurante italiano llamado Tony's, pero lo odió tanto como ser ama de casa. Tres años después, tomó a sus tres hijos y regresó a Chile.

### Callejas y Townley
En el año 1960, llegó a las puertas de la casa materna junto con sus hijos sin hacer ninguna mención de volver a su hogar conyugal en Estados Unidos. Continuó escribiendo cuentos y estableció amistad con un grupo de artistas bohemios. En una de sus salidas nocturnas para esperar a uno de sus amigos, conoció a Michael Townley en el año 1960. A pesar de la diferencia de edad, Townley se enamoró de ella y la cortejó hasta que finalmente aceptó casarse con él. La boda tuvo lugar el 22 de julio de 1961, a la que no asistieron ninguno de los padres. Tanto la familia de Callejas como la de Townley se opusieron a la unión, y el padre de Townley había abandonado el país con su esposa y otros dos hijos.
Para mantenerse a sí mismo y a su familia, Townley vendió enciclopedias Collier's a familias adineradas que hablaban inglés y también se dedicó a reparar vehículos y otros electrodomésticos. En 1964, gracias a su padre, consiguió un trabajo con Ford en Perú, pero fracasó y regresó a Santiago cuatro meses después. En 1965, logró convertirse en representante del fondo mutuo Investors Overseas Services (IOS), lo que le permitió trasladarse a una casa en La Reina con su esposa y sus hijos, y tener a su disposición dos empleadas. La pareja practicaba el esquí y Townley también participaba en carreras de autos.
Un año más tarde, el padre de Townley fue promovido de nuevo, y se preparaba para regresar a Santiago como presidente de Ford Chile. Townley, ahora exitoso, esperaba hacer las paces con su familia, pero todo se vino abajo cuando surgió el rumor de que IOS estaba en bancarrota debido al robo de millones de dólares por parte de uno de sus directores, Bernard Cornfeld. Los clientes de Townley, presa del pánico, comenzaron a acosarlo, lo que lo obligó a huir a Estados Unidos.
Callejas se unió a Townley poco después, pero solo después de obtener la promesa de que regresarían a Chile en cuanto fuera posible. Primero se establecieron en la casa de los abuelos de Townley en Pompano Beach, donde trató sin éxito de vender coches Ford, y luego se mudaron a Little Havana, Miami, donde Callejas trabajó en la tienda de reparaciones AAMCO Transmissions.
En ese momento, nada indicaba que la pareja se convertiría en agentes terroristas. Callejas asistió a un taller literario de la Universidad de Miami, se unió a las marchas convocadas por el New Party, una agrupación que apoyaba la legalización del aborto y la marihuana, se oponía a la guerra de Vietnam y respaldaba al poeta y senador Eugene McCarthy para presidente, aunque también era anticomunista. Por su parte, Townley no tenía mucho interés en la literatura ni en la política. Trabajaba como mecánico y era un fanático de las carreras de autos.

Nuestra casa en Miami no era un lujo, era relativamente modesta, pero teníamos un yatecito y un perro muy lindo. Llegaban muchos chilenos a visitarnos, bandadas de chilenos que no sé cómo se pasaban el dato y se acomodaban en colchones en el garaje. Salíamos a pasear en yate y lo pasábamos estupendo, pero todo eso se esfumó cuando pasaron las cosas feas.
Maria Callejas

Cuando Salvador Allende gana las elecciones de 1970, decide regresar a Chile, a pesar de la oposición de su marido, quien prefiere quedarse en Estados Unidos. La pareja enfrenta problemas y discusiones, incluso consideran la posibilidad de divorciarse, pero finalmente logran superar la crisis y regresar juntos a Chile.
Opositora a Allende, establece contactos con Patria y Libertad, mientras que Townley trata de hacer negocios, sin mucho éxito. Aunque inicialmente rechaza las acciones de la ultraderecha chilena, Townley termina colaborando con ellos y se hace conocido como Juan Manolo. Su mayor logro es la fabricación de una radio clandestina para transmitir mensajes antiallendistas.
Después de participar en una operación que terminó con la muerte de un obrero, Townley se ve obligado a huir de Chile y llega a Miami con poco dinero. Callejas lo sigue más tarde, en junio, con sus hijos. Una vez en Estados Unidos, Townley contacta a la CIA para ofrecer sus servicios y conspira con los cubanos que trabajan en AAMCO para ayudar a Patria y Libertad.

## Agentes de la DINA
En 1973, se produjo el golpe de Estado en Chile liderado por el general Augusto Pinochet, lo que les permitió volver al país. Callejas tomó el primer vuelo a Santiago tras el golpe, mientras Townley organizaba sus asuntos en Miami para poder partir con los niños. A pesar de que su esposa le aseguró que no corría peligro alguno, Townley estaba preocupado por los cargos que pesaban sobre él en Chile y decidió viajar con un nombre falso, Kenneth Enyart, utilizando los documentos de un amigo.
Fue el coronel Pedro Espinoza quien, al conocer el trabajo de Townley para Patria y Libertad, les ofreció unirse a la policía secreta de la dictadura. Townley ingresó con el nombre de Andrés Wilson y Callejas con el de Ana Luisa Pizarro.
En su novela Las cenizas del Cóndor, Fernando Butazzoni narra cómo la pareja, junto con sus dos hijos pequeños, fue al cerro San Cristóbal en Santiago con el coronel Espinoza para probar los detonadores a distancia de la bomba que finalmente acabaría con la vida del general Prats.
Callejas intentó justificar años después que lo hicieron por necesidad económica. Sin embargo, Branch y Propper en su libro Labyrinth, afirman que ambos aceptaron trabajar para la DINA con gusto y que lo consideraron un honor.
Además de su participación en el asesinato de Prats en Buenos Aires en 1974, Callejas acompañó a su marido en otras misiones, incluyendo una en México el año siguiente. En 1975, viajó a Ciudad de México con el nombre que usaba en la DINA en una misión para eliminar a opositores de Pinochet, incluyendo a Hortensia Bussi, viuda de Allende, Carlos Altamirano y Volodia Teitelboim. Sin embargo, la misión resultó un completo fracaso.
También acompañó a Townley en la operación para asesinar a Orlando Letelier y su secretaria Ronni Moffitt el 21 de septiembre de 1976 en Washington. Este crimen llevó a que Townley fuera entregado a la justicia estadounidense, lo que marcó el fin del vínculo de Callejas con la junta militar.

### Casa en Lo Curro: tortura y literatura
Poco después del golpe militar de 1973, la DINA les entregó una mansión de tres pisos, con casi mil metros cuadrados edificados y cinco mil de terreno. La casa, entregada en retribución a los servicios que la pareja prestaba a la policía secreta de la dictadura, estaba ubicada en la parte alta de Santiago, en Lo Curro, Vía Naranja 4925.

“Una voluminosa masa cúbica de concreto, más bien fea, con algo de orfanato, hospital u otro edificio público”.
 Carlos Iturra, Caída en desgracia

Legalmente, la casa no era de ellos, ya que había sido adquirida por el entonces mayor de Ejército Raúl Iturriaga Neumann y un abogado de la DINA fallecido en 1976 en extrañas circunstancias, bajo identidad falsa.
La idea era que sirviera de vivienda para el matrimonio y sus hijos, y, al mismo tiempo, para que operara ahí el cuartel Quetropillán, desde el que se planificarían operaciones terroristas en el exterior.
El cuartel contaba con dos agentes permanentes, que oficiaban de choferes y ayudantes; y una secretaria, que llevaba las cuentas y asistía al dueño de casa en tareas administrativas. Además, el equipo incluía a un jardinero, una cocinera y dos químicos: Francisco Oyarzún y Eugenio Berríos, alias Hermes, que se pasaban el día encerrados en un laboratorio experimentando con ratones y conejos la efectividad del gas sarín en el marco del llamado Proyecto Andrea.
En el segundo piso estaban los talleres de Townley, donde realizaban interceptaciones radiales y telefónicas, además de diseñar detonadores electrónicos. Ahí también hicieron los 119 pasaportes falsos que sirvieron para encubrir la muerte del mismo número de chilenos asesinados en Chile por la DINA y hechos aparecer en Argentina y Brasil en 1975 como ejecutados por sus propios compañeros en la denominada Operación Colombo.
En la casa también se alojaron diversos terroristas de derecha como los neofascistas comandados por Stefano Delle Chiaie y exiliados cubanos de la Operación 40.
Además, esta casa, donde se torturó y asesinó, entre otros, al español Carmelo Soria, también fue la sede de un popular taller literario que llevaba Callejas.
Al regresar a Chile, comenzó a frecuentar el taller literario de Enrique Lafourcade, que funcionaba en la Biblioteca Nacional de Santiago y al que asistían escritores que conformarían más tarde la nueva narrativa chilena.
Uno de los relatos que escribió y que impresionaron favorablemente a Lafourcade y a los otros miembros del taller fue ¿Conoce usted a Bobby Ackermann?. Con este monólogo de un veterano sastre judío, ganó el concurso de cuentos Rafael Maluenda de El Mercurio.
Al inicio de su participación en el taller de Lafourcade, Townley solía recogerla en auto y muchas veces pasaban a dejar al escritor en su casa, lo que les permitió ganar su confianza. Lafourcade no solo estimuló su escritura, sino que también influía en ocasiones para que sus textos fueran publicados. Gracias a él, pudo participar en el almuerzo que escritores chilenos compartieron con Jorge Luis Borges en 1976.
Callejas consideraba que ese taller no era suficiente, por lo que decidió organizar uno en su casa al que invitaba no solo a los jóvenes que asistían al taller de Lafourcade, sino también a escritores reconocidos como él. En alguna ocasión, asistió Nicanor Parra y otros.

......fueron varios los intelectuales y artistas que llegaron a la casa de Lo Curro en calidad de visitas. Uno de ellos fue Nicanor Parra, que llegó por intermedio de Lafourcade. Eran las fiestas del 18 de septiembre de 1976 y por alguna razón —“seguramente de curados” —, el antipoeta se trenzó en una fuerte discusión con un pintor de apellido Cisternas. “Se iban a pelear a combos, pero los separaron, Enrique (Lafourcade) tomó de un ala al pintor y me dijo "Tienes que sacar a este hombre de acá, cómo se te ocurre, tú eres la dueña de casa". Así que fui yo quien le pedí ceremoniosamente al pintor que se retirara”.
Mariana Callejas

Gonzalo Contreras opina sobre aquel taller (que funcionó hasta 1978): «Nosotros éramos pendejos y ella nos esperaba con unas bandejas de churrascos, cartones de cigarros, botellas de pisco. En cierto modo, había organizado el taller para ella misma, que era quien leía más y era más prolífica. Todas las clases ella tenía un texto, mientras a mí sacar un cuento me tomaba dos meses. Yo la respeté mucho al principio porque se ganó un premio en El Mercurio con un cuento que se llama ¿Conoce usted a Bobby Ackermann?, que yo recuerdo bastante bueno».
Contreras y Carlos Franz llegaban en autobús hasta un puente donde Townley los recogía en un auto pequeño y en la noche, antes del toque de queda, un empleado los llevaba de vuelta hasta la parada. «Llegaba con una cara de culo que no te la explico. No abría la boca, ese conchatumadre. Yo sentía que nos detestaba y que este lado de ella, él lo detestaba».
Para Franz, esa ocasión «tan joven, de conocer las trampas, los dobles fondos y las dobles personalidades que genera una dictadura», le pareció «desde hace mucho una gran oportunidad literaria». «He escrito ya tres novelas, originadas en parte por esos estímulos», confesó en 2008.
Carlos Iturra es el único escritor que no renegó de ella y que sigue siendo su amigo. Iturra asegura que es «una gran escritora», dice que le «honraría mucho» hacerse cargo de los inéditos que ella produce y vaticina que «después de muerta será leída con avidez».
Cristián Aiguader, hijo de Jaume Aiguadé, exalcalde de Barcelona, ministro de la Segunda República y uno de los fundadores de Esquerra Republicana, llegó a Chile tras la guerra civil española y prosperó en Santiago como comercial y hombre ligado a la cultura. Él la describe en su libro Lucha inconclusa: memorias de un catalán exiliado a Chile como autora de «unos cuentos de fuerte carga psicológica». Uno de ellos hacía referencia a la captura de un opositor a la dictadura: «La descripción era tan realista y con tal lujo de detalles que, si bien no es extraño en un gran escritor, parecía cosa vivida».
En 1980, publicó La noche larga, un libro de cuentos con portada negra que presenta un ojo verde tras las rejas en su rincón superior derecho. En algunos de los relatos, la autora describe sesiones de tortura y explica cómo se fabricaban las bombas con el explosivo C-4.

“Tenemos dos kilos de C-4 para este trabajo. Ves que es importante. Dos kilos para el caballero. No puede fallar. Pero el trabajo de relojería lo tienes que hacer tú, de otro modo el peligro es tremendo, tú sabes. Pero qué pasa con las metralletas, dice Max, si el hombre vive tan tranquilo como ustedes dicen, le pueden dar cuando salga de su casa, como de costumbre. No, Max, dicen ellos, lo que buscamos es el efecto psicológico. Un baleo es un baleo, ya la gente está acostumbrada. Tiene que ser algo grandioso, para que aprendan los otros como él, los enemigos.”
Un parque pequeño y alegre, cuento de Mariana Callejas

En uno de los relatos, Callejas presenta a Max, un asesino al que redime mostrándolo sensible al leer a Walt Whitman o conmovido al ver un pájaro muerto junto a una estatua.
Ese mismo año, recibió una mención en el Premio de Novela Andrés Bello por Los puentes. Al año siguiente, en 1981, ganó el concurso de cuentos de La Bicicleta, cuyo jurado estaba compuesto por Jorge Edwards, Martín Cerda, Marco Antonio de la Parra y el jefe de redacción de la revista. Sin embargo, su victoria provocó una reacción negativa tanto entre los lectores como entre un grupo de artistas e intelectuales, que escribieron una carta de protesta que fue reproducida en el número 17 de la revista. La revista explicó que se había premiado el cuento y no a la autora, y que, además, los concursantes se habían presentado con seudónimos y que, por lo tanto, la identidad de los mismos no se conoció hasta después del fallo.
Anthay Lipthay, uno de sus amores y también agente de la DINA, la describió como una mujer «extraordinariamente inteligente y hábil». Según su testimonio en una declaración judicial, a Callejas le «gustaba relatar detalles íntimos de sus vivencias en el kibutz, las costumbres, las obligaciones, la igualdad entre los sexos, la liberalidad en las manifestaciones eróticas. Y en este último detalle, recuerdo que a Mariana le satisfacía abundar en imágenes e incluso evocar algunas de sus propias experiencias».

## Proceso y condena
Fue acusada de ser coautora del asesinato del general Carlos Prats y su esposa Sofía Cuthbert en Buenos Aires en 1974, así como de ser miembro de una asociación ilícita. Según el jefe de la DINA, Manuel Contreras, Callejas habría sido la responsable de detonar la bomba que acabó con la vida de la pareja. Townley declaró en 1999 que ella hizo un primer intento fallido de activar el artefacto explosivo, por lo que él fue quien finalmente lo hizo estallar. La jueza argentina María Servini de Cubría ratificó el papel de Callejas en el atentado.
Fue detenida en 2003 tras la petición de extradición de Servini y quedó bajo arresto domiciliario después de ser interrogada por el ministro de la Corte Suprema. Fue sometida a proceso junto a Christoph Willeke Flöel y permaneció detenida en el Centro de Orientación Femenina durante nueve meses.
En 2005, la justicia chilena rechazó la solicitud de extradición hecha por la jueza Servini. Durante el juicio en Chile, se estableció que Callejas había viajado a Buenos Aires con Townley para cometer el asesinato de Prats mediante una bomba a control remoto.
En 2008, fue condenada a 20 años de cárcel por ser coautora del doble homicidio calificado del general y su esposa. La sentencia fue confirmada en 2009 por la Corte de Apelaciones. Sin embargo, en 2010, la Corte Suprema anuló la condena a 20 años y la sentenció a solo 5 años sin cárcel.
Falleció a los 84 años en una casa de reposo en Las Condes, Santiago.